# Челищевы
Челищевы — род русского столбового дворянства, известный с конца XV века.

## Происхождение
Фамилия может происходить от тюркского (казанско-татарского) прозвища Чалыш, что значит «косой». В XVI—XVII вв. многие из дворян Челищевых носили явно тюркские прозвания (как, например, Алай, Булыш, Енаклыч, Кулуш, Сармак и др.), что может свидетельствовать о восточном происхождении. На знание тюркских языков указывает и то обстоятельство, что в 1533-1542 гг. братьев Челищевых постоянно отправляли в Крымское ханство для ведения переговоров.
В XVIII веке при составлении Гербовника роды Челищевых, Панцыревых и Глазатовых изобрели для себя общее происхождение от Вельфов через вымышленного «Вильгельма Люнебургского из поколения короля Оттона IV», который якобы выехал «к великому князю Александру Ярославичу на Невское побоище» и принял православие с именем Леонтия. Тогда же в число предков Челищевых был вписан Михаил Бренко — любимец Дмитрия Донского, сложивший голову во время Мамаева побоища.

## Служилые люди XVI–XVII вв.
Борис Фёдорович Челищев, в 1498–1499 годах посол Ивана III к крымскому хану Менгли-Гирею; в 1492 году литовцы сожгли его поместье Алексино под Новгородом.
- Илья Микулыч, племянник предыдущего, в 1515–1519 годах посланник Василия III в Крыму, на обратном пути, будучи ограблен астраханцами, шёл до Путивля пешком; в том же году опять послан в Крым, где заключил с ханом мир и союз; в 1527 г. воевода в Туле; умер во время очередного посольства в Крым.
  - Иван Ильич, сын последнего, посол в Крыму, воевода в казанских походах, в 1550 г. пожалован поместьем в Калужском уезде.
  - Фёдор Иванович, брат предыдущего, посол в Крыму и воевода в казанских походах.
  - Фёдор Леонтьевич, двоюродный брат двух предыдущих, воевода в казанском походе 1544 года.
    - Иван Фёдорович Постник, сын его, помещик Полоцкого (1571) и Торопецкого (1606) уездов
      - Осип Иванович Кулуш, сын предыдущего, в 1620–1621 годах— воевода в Данкове; о потомках Кулуша см. следующий раздел.
      - Григорий Иванович Чеботай, брат его, в 1613–1621 годах — воевода в Кетском остроге.
        - Семён Григорьевич Булыш Чеботаев сын (ум. 1641), голова в Чернигове и Миргороде (1635).
        - Борис Григорьевич Енаклыч (ум. 1663), брат предшествующего, полковой воевода в Витебске (1657), посланник ко двору шведской королевы Христины (1652)
          - Михаил Борисович Енаклычев сын, стольник, второй судья Владимирского приказа (1686).

## Торопецкие помещики
Осип Иванович Постников Кулуш, торопецкий помещик, воевода в Данкове в 1620-21 гг.
- Тимофей Кулушов сын, в 1650-51 гг. воевода в Данкове
- Иван Кулушов сын, в 1659-60 гг. воевода в Велиже
  - Лука Иванович, стольник в 1686-1703 гг.
    -       - Михаил Семёнович, внук предыдущего, подполковник, коллежский советник (1753)
        - Александр Михайлович, его сын, полковник, в 1802-03 гг. торопецкий уездный предводитель дворянства
        - Матвей Михайлович (ум. 1810), брат предыдущего, действительный статский советник.
          - Михаил Матвеевич (1787-1829), его сын, подполковник, деятель масонства.

  - Артемий Иванович, брат Луки Ивановича, стольник в 1687-1703 гг.
    - Богдан Артемьевич, гвардии премьер-майор
      - Алексей Богданович (1744-1806), тайный советник, сенатор; женат на грф. Варваре Ивановне Гендриковой, троюродной сестре Петра III
        - Александр Алексеевич (ум. 1822), полковник

  - Сергей Иванович, брат Луки и Артемия Ивановичей, стольник в 1689-1703 гг.
    -       - Пётр Иванович (1745-1811), внук предыдущего, писатель и путешественник.
        - Егор Алексеевич, племянник предыдущего, торопецкий уездный предводитель дворянства (1811-12)
          - Николай Егорович (1807-1866), его сын, генерал-лейтенант
          - Владимир Егорович (1819-1886), генерал, комендант Одессы
          - Платон Иванович (1804-59), двоюродный брат[3] двух предыдущих, генерал-майор

## Калужские помещики
- Петр Семёнович Челищев, в 1600-02 гг. объездный голова в Москве, внучатый племянник Ильи Микулыча (см. выше).
  - Иван Петрович, его сын, за московское осадное сиденье 1610 г. пожалован поместьем под Малоярославцем.
    - Афиноген Иванович, его сын, малоярославецкий городской дворянин, в 1634 г. ранен под Смоленском.
      - Богдан Афиногенович, его сын, воевода в Туринске (1690) и Илимске (1694)
        - Пётр Алферьевич, племянник предыдущего, в 1734 г. сибирский губернский прокурор
          - Иван Петрович (ум. в 1779), его сын, надворный советник, по сведениям К. Кедрова — розенкрейцер; о его потомках см. следующий раздел.
- Никита Дмитриевич, троюродный брат Петра Семёновича и внучатый племянник Ильи Микулыча.
  -     -       - Карп Нифонтович, его правнук, в 1659 г. убит под Конотопом.
        -           - Тимофей Игнатьевич (1696-после 1774), внук предыдущего, малоярославский помещик, отставной поручик (1738)
            -               - Михаил Александрович (1778-1868), его внук, владелец деревни Виньково (Чернышное)[4], участник кампаний 1812-14 гг., боровский уездный предводитель дворянства (1832)
                - Дмитрий Михайлович (1812-18..), его сын, статский советник; печатался в «Журнале охоты» под именем «Челищев 1-й», участвовал в выработке породных типов борзых и гончих[5]. 
                  -                     - Виктор Николаевич (1870—1952), внук предыдущего, писатель и мемуарист[6].
                      - Андрей Викторович (1901-1994), его сын, один из патриархов американского виноделия.

              - Николай Михайлович (1774-1832), внучатый племянник Тимофея Игнатьевича, троюродный брат Михаила Александровича, в 1821-23 гг. козельский уездный предводитель дворянства
                - Сергей Николаевич (1823-1869), в 1851-60 гг. жиздринский уездный предводитель дворянства; построил существующую церковь в с. Ильинском Козельского уезда[7]; могила в Оптиной пустыни[8].
                  - Фёдор Сергеевич (1859-1942), владелец имения Дубровка в Жиздринском уезде
                    - Павел Фёдорович (1898-1957), известный театральный художник-эмигрант
                    - Варвара Фёдоровна, преподавала литературу дочери Сталина и внучке Хрущёва, похоронена с сестрами в Донском монастыре
                      -                         - Константин Кедров (род. 1942), правнук Фёдора Сергеевича по женским линиям, поэт.

## Столичная аристократия
Александр Иванович (ум. 1821), сын надворного советника Ивана Петровича (см. предыдущий раздел), генерал-лейтенант; при Павле I главный начальник Артиллерийского департамента Военной коллегии; женат на Марии Николаевне Огарёвой.
- Екатерина Александровна (1778-1857), жена генерала А. С. Кологривова (1775-1825)
- Александр Александрович (1797-1881), член Союза благоденствия; женат на Наталье Алексеевне Пушкиной
  - Алексей Александрович (1836-1894), генерал-лейтенант; женат на Александре Андреевне Гернгросс.
- Николай Александрович (1783-1859), д.т.с., сенатор, член Государственного совета; женат на кнж. Марии Михайловне Хованской (1790-1846) Портрет Александры Челищевой (урожд. Веригиной) из собрания Третьяковской галереи.
  - Фёдор Николаевич (1811-1881), камергер; женат на Александре Михайловне Веригиной.
  - Александр Николаевич (1813-1836), поручик Кавалергардского полка.
  - Николай Николаевич (1817-после 1884), гофмейстер; женат на грф. Елизавете Александровне Гурьевой
    - Ольга Николаевна (1845-1908), жена графа Александра Владимировича Соллогуба.

  - Андрей Николаевич (1819-1902), кавалергард[9], д.с.с.; женат на кнж. Александре Петровне Хованской, вдове И. П. Вешнякова.
  - Михаил Николаевич (1815-1883), тайный советник, гофмейстер, владелец петербургского особняка по улице Сергиевской, 31; женат на Екатерине Алексеевне Хомяковой
    - Мария Михайловна (1843-1915), в замужестве Львова; мать политиков В. Н. Львова и Н. Н. Львова.
    - Сергей Михайлович (1850—1917), помещик села Красное под Боровском[10], где погиб во время пожара усадьбы[11]; женат на Ольге Степановне Хомяковой.
      - Александр Челищев-Красносельский (1881—1921), его сын, математик и композитор из кружка «Аргонавтов»[12]; после революции работал тапером в кинотеатре при Рыбинском вокзале; жёны — Ядвига Максимовна Студеницкая и Мария Луарсабовна Абуладзе (1884—1978), ученица В. И. Сафонова, основательница детской музыкальной школы в Рыбинске, где её память увековечивает мемориальная доска[13][14][15]
        - Владимир Линденберг (1902-1997), сын предыдущего, невролог, писатель и мемуарист.

    - Алексей Михайлович (1847-1889), владелец поместья Федяшево под Тулой[16]; женат (с 1875) на Ольге Алексеевне Хомяковой (1848-1932), дочери А. С. Хомякова
      - Фёдор Алексеевич (1879-1942), хранитель музея А. С. Хомякова в с. Богучарово, «глубоко религиозный, идеалист-философ, юрист по образованию»[17]; репрессирован; женат на Ольге Александровне Грессер (1897-1980), внучке П. А. Грессера[18].
      - Мария Алексеевна (1886-1973), с 1919 г. жена графа Н. А. Бобринского.

## В художественной литературе
- Князь Челищев — второстепенный персонаж романа Ф. С. Фицджеральда «Ночь нежна».